# Enrica Maria Modugno
Enrica Maria Modugno (Roma, 5 agosto 1958) è un'attrice italiana.

## Biografia
Diplomata all'Accademia Nazionale di Arte Drammatics Silvio d'Amico nel 1980. 
Tra i film in cui ha recitato, La notte di San Lorenzo (1982) e Kaos (1984) dei fratelli Taviani, Bianca (1984) e La messa è finita (1985) di Nanni Moretti, e La scuola (1995), di Daniele Luchetti. Ha svolto anche attività radiofonica, televisiva e teatrale.

## Filmografia parziale
- La notte di San Lorenzo, regia di Paolo e Vittorio Taviani (1982)
- Bianca, regia di Nanni Moretti (1984)
- Kaos, regia di Paolo e Vittorio Taviani (1984)
- La messa è finita, regia di Nanni Moretti (1985)
- Innocenza, regia di Villi Hermann (Svizzera, 1986)
- Il caso Moro, regia di Giuseppe Ferrara (1986)
- Ritorno dal cinema, regia di Giacomo Campiotti (1986) cortometraggio
- Storia di ragazzi e di ragazze, regia di Pupi Avati (1989)
- Carmela Campo, regia di Ariel Piluso, (UK, 1989) cortometraggio
- Il giudice istruttore, regia di Florestano Vancini (1990) serie televisiva
- La cattedra, regia di Michele Sordillo (1991)
- La Sarrasine, regia di Paul Tana (Canada, 1992)
- Fratelli e sorelle, regia di Pupi Avati (1992)
- Cappuccino Melange, regia Paul Harather (Austria, 1992)
- Un caso per Schwarz (Schwarz greift ein), regia di Peter Carpentier (Germania, 1994), serie televisiva
- La scuola, regia di Daniele Luchetti (1995)
- Ardena, regia di Luca Barbareschi (1997)
- The Eighteenth Angel, regia di Bill Bindley (USA, 1997)
- Il più lungo giorno, regia di Roberto Riviello (1998)
- Con la voce del cuore, regia di Giancarlo Santi (2000)
- Fate un bel sorriso, regia di Anna Di Francisca (2000)
- Animali che attraversano la strada, regia di Isabella Sandri (2000)
- Gli amici di Gesù - Tommaso, regia di Raffaele Mertes (2001) serie televisiva
- R.I.S. 2 - Delitti imperfetti, regia di Alexis Sweet - serie TV, episodio 2x03 (2006)
- Don Matteo - Il ballo delle debuttanti (2006)
- Per non dimenticarti, regia di Mariantonia Avati (2006)
- La masseria delle allodole, regia di Paolo e Vittorio Taviani (2007)
- Leonora addio, regia di Paolo Taviani (2022)

## Riconoscimenti
- Ciak d'oro[1][2]
  - 1986 – Candidatura alla migliore attrice non protagonista per La messa è finita
  - 1987 – Candidatura alla migliore attrice non protagonista per Il caso Moro
- Laceno d'Oro
  - 1987 Targa d'Oro come migliore attrice protagonista per Innocenza
- Genie Award[3]
  - 1992 – Candidatura alla migliore attrice protagonista per La Sarracine
- Monte-Carlo TV Festival[4]
  - 1993 – Ninfa d'Argento come migliore attrice protagonista per Cappuccino Melange